# Sonetti de' mesi
I Sonetti de' mesi sono un ciclo di 14 sonetti con schema metrico ABBAABBACDCDCD, scritti in volgare toscano nei primi due decenni del Trecento da Folgóre da San Gimignano. Il dedicatario è Nicolò de Nisi (personaggio forse legato alla potente famiglia senese dei Tolomei). Le poesie rientrano nel genere del plazer, sono cioè un elenco di cose piacevoli, in questo caso quelle che è bello fare mese per mese.
Questi sonetti, anni più tardi, furono parodiati dal giullare di corte Cenne da la Chitarra.
coverta di bellissimi arboscelli,

con trenta ville e dodici castelli,

che sian intorno ad una cittadetta,

ch'abbia nel mezzo una sua fontanetta;

e faccia mille rami e fiumicelli,

ferendo per giardin e praticelli,

e rinfrescando la minuta erbetta.»
(Folgóre da San Gimignano in Sonetti de mesi (giugno))

## Sintesi dell'opera

### Preludio-introduzione
Il poeta dedica alla brigata nobile e cortese (la brigata nobile e cortese forse è chi legge i sonetti de' mesi) allegria e rifugge da cose non piacevoli e poco gradevoli, tipo spese, ronzini come cavalli e cacciagioni di misere quaglie...
In questo gaudio incorona Nicolò de Nisi re di Siena con una brigata capitanata da Tingoccio, Min di Tingo, Ancaiano, Bartolo, Mugavero e Fainotto, tanto fieri da sembrare i figli di Priamo, re di Troia e più cortesi di Lancillotto, cavaliere della Tavola Rotonda.

### Gennaio
In questo sonetto augura camere ben riscaldate dal fuoco, letti coperti da lenzuola e coperte che tengano ben caldo, ed a chi vuole proprio uscire di giocare a palle di neve con le donzelle e quando si è stanchi di andare a riposarsi in casa al caldo...

### Febbraio
In questo sonetto augura una buona caccia di cervi, caprioli e cinghiali, con segugi al seguito dei cacciatori, i quali dovranno avere al loro seguito delle borse piene di soldi per rifarsi degli avari che non pagheranno la loro cacciagione.
Se nessuno comprerà la loro cacciagione augura ai cacciatori di fare un'ottima cena con del buon vino, indi stanchi di dormire fino a buon mattino...

### Marzo
Per marzo augura delle buone pescate (addirittura delfini e storioni).

### Aprile
Ad aprile augura a tutti prati fioriti, fontane sgorgante acqua rinfrescante, buona compagnia, ottimi cavalli spagnoli e canti provenzali accompagnati da strumenti tedeschi e paggi riverenti d'inchini.

### Maggio
Per maggio augura cavalli inghirlandati e stendardi a più non posso, gente ilare, che dai balconi lancia ghirlande di fiori e melarance ed ai giovani di baciarsi con amore.

### Giugno
Per giugno augura monti ricoperti di boschi con ville e castelli tutt'intorno ad una cittadella con in mezzo una bella fontanella dai 1000 rami e fiumicelli rinfrescanti.

### Luglio
A luglio augura scorpacciate di vini e pranzi con buone portate.

### Agosto
Ad agosto augura di castelli siti nella frescura delle Alpi ed andando in giro qua e là farà sognare d'essere ritornati al castello al fresco, desiderando a lungo andare di ritornare nella casa natia (Toscana)...

### Settembre
A settembre augura cacciagione aviaria.

### Ottobre
Ad ottobre augura balli ed inebrianti calici pieni di vino e la mattina successiva dopo una sciacquata di viso di riprendere la vita quotidiana meglio di prima.

### Novembre
A novembre augura 30 muli carichi di monete, coppe d'argento e suppellettili di stagno, confetti di Gaeta, se il freddo incombe, di ripararsi al fuoco e di cibarsi d'un buon pasto, e, se, per giunta piove col vento, di avere riparo (siati ne le letta ben forniti).

### Dicembre
Si torna in città col dicembre che viene: davanti al fuoco, a lume di candela si gioca ai dadi e poi ancora si gustano ghiotti bocconi e si vuotano le botti. Vestiti di calde zimarre, tabarri e mantelli si ride alle spalle degli avari che non sanno godere. Lasciateli perdere, conclude Folgore.

### Conclusione-Dedica
Dedica a Nicolo de Nisi e firma (nella terz'ultima rima).

## Nella cultura di massa
- L'originale formula della struttura in cui è suddivisa l'opera dell'artista toscano venne ripresa secoli più tardi da Francesco Guccini nella Canzone dei 12 mesi.